# Attilly
Attilly é uma comuna francesa na região administrativa de Altos da França, no departamento Aisne. Estende-se por uma área de 11,81 km². Em 2010 a comuna tinha 371 habitantes (densidade: 31,4 hab./km²).